# 写在人生边上
《写在人生边上》是钱锺书的散文集，收1939年2月以前写的十篇散文，6万字。
在2019年香港中學文憑考試中國語文科的閱讀能力考試中，散文之一《談教訓》被選用為白話部份的文章之一。

## 出版
先由上海开明书店1941年12月初版，1946年10月再版。65页，36开，列入“开明文学新刊”。香港文教出版社1982年5月；福建人民出版社1983年12月重印出版，列入”上海抗战时期文学丛书”第二辑，48页，增收《〈人·兽·鬼〉和〈写在人生边上〉重印本序》（1982年8月作）；中国社会科学出版社1990年5月初版（杨润时、栾贵明负责校核）；辽宁人民出版社、辽海出版社2000年5月联合再版。